# Джон Лендер (веслувальник)
Джон Лендер (англ. John Lander, 7 вересня 1907 — 25 грудня 1941) — британський академічний веслувальник.
Олімпійський чемпіон 1928 року в складі розпашної четвірки без стернового.